# Skerries
Skerries (irl. Na Sceirí) – przybrzeżne miasto w hrabstwie Fingal w Irlandii. Nazwa miasta pochodzi z norweskiego skere (skały).

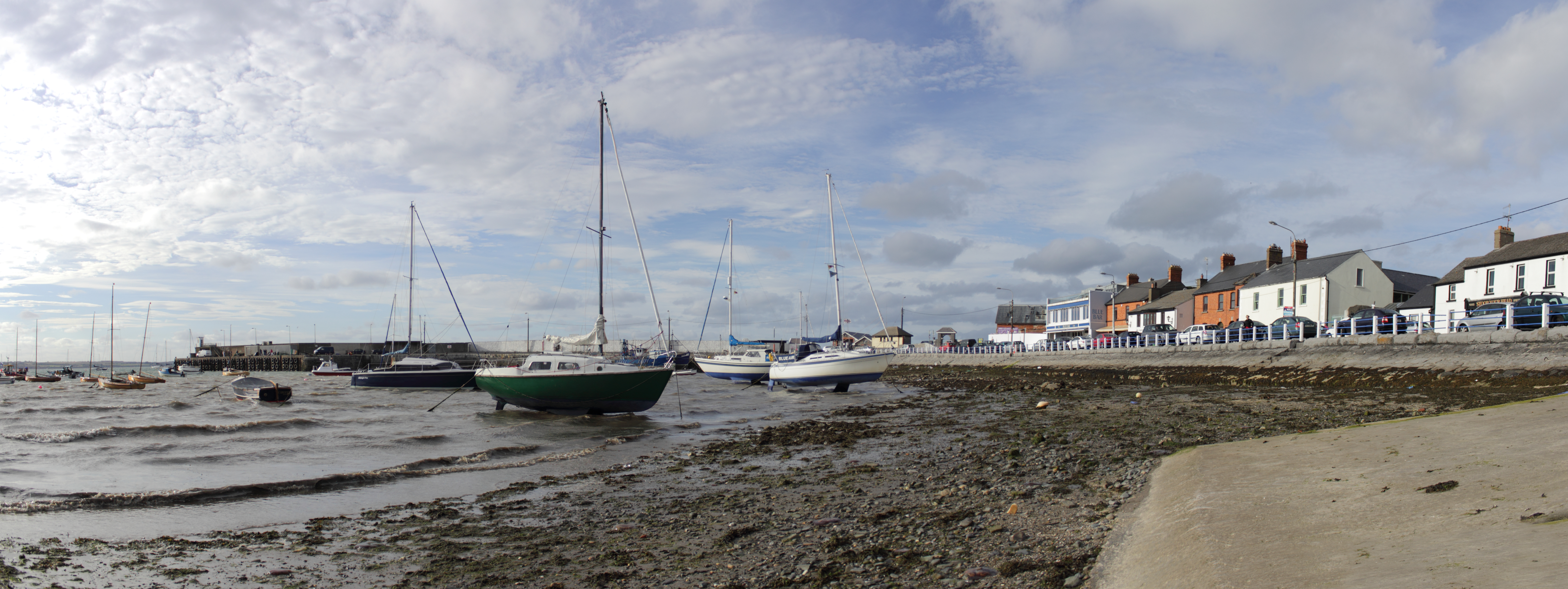
Port

Miejscowość położona jest na skalistym wybrzeżu 25 kilometrów na północ od Dublina. Miejsce to jest zasiedlone od około ośmiu tysięcy lat przez myśliwych, rybaków i rolników. Ziemię uprawiano tu od epoki neolitu. Do dziś wykopywane są licznie zabytki archeologiczne, znaleziono grobowce z epoki brązu. 
Do najważniejszych zabytków i osobliwości miasta należą: zespół wiatraków wraz z piekarnią z XIX wieku, rezydencja (zamek) Ardgillan z 1738 z zabytkowymi wnętrzami oraz ścieżkami widokowymi na wybrzeżu, odcisk stopy świętego Patryka w jednej ze skał, dwie wieże Martello (jedna na wyspie Shenick), fort Templariuszy z XIII wieku wraz z XV-wiecznym kościołem-fortecą, cmentarz Holmpatrick z licznymi krzyżami celtyckimi i memoriał upamiętniający osoby, które zginęły na morzu (trzysta płyt pamiątkowych). Bezpośrednio przy mieście znajdują się trzy wyspy: Shenick, Colt i St. Patrick's. W niedużej odległości od Skerries stoi zamek Baldongan.
Miasto jest popularnym celem turystycznym. Latem można tu uprawiać kajakarstwo, surfing, nurkowanie, żeglarstwo i inne sporty wodne. Funkcjonuje klub golfowy i żeglarski. 